# 大渡三太夫
大渡 三太夫（おおわたり さんだゆう）は、江戸時代の大相撲の第31代大関。秋田県出身。
明和5年（1768年）9月場所、西大関として初土俵を踏んだが、取組は千秋楽だけ出て負けたのみであった。大関に在位した「大渡三太夫」についての確実な記録はこの場所のみで、番付の現存しない明和5年冬場所(11月)を挟んで更に次の明和6年（1769年）春場所(4月)の番付表には西四段目筆頭に「大渡三太夫」の名前が見え、もしこれが大関に在位した「大渡三太夫」と同一人物だとすれば江戸時代に大関が四段目に陥落した唯一の例となり、また現代の令和元年（2019年）に元大関として序二段に陥落した照ノ富士春雄は、元大関が「番付表の上から四段目」に陥落した250年ぶり2人目の例となるが、江戸時代の相撲では同名でも別人の例が多々あるため、大関の「大渡三太夫」と四段目の「大渡三太夫」が同一人物かどうかの確証はない。ただし、「相撲」編集部編 編『大相撲人物大事典』は同一人物としている。また当時の番付は六段編成であったため、当時の六段番付の四段目が現在の序二段に相当するとも必ずしも言い切れない。

## 主な成績
- 大関在位：1場所
- 大関成績：0勝1敗7休

| 1768年 | 西大関 0–1–7        | x |
| 1769年 | 西序二段筆頭 引退 – | x |
| 各欄の数字は、「勝ち-負け-休場」を示す。 優勝 引退 休場 十両 幕下 三賞：敢=敢闘賞、殊=殊勲賞、技=技能賞 その他：★=金星 番付階級：幕内 - 十両 - 幕下 - 三段目 - 序二段 - 序ノ口 幕内序列：横綱 - 大関 - 関脇 - 小結 - 前頭（「#数字」は各位内の序列） |                     |   |